# Zakárfalva
Zakárfalva (1892-ig Zsakaróc, szlovákul: Žakarovce, németül: Schakarowitz/Sokelsdorf) község Szlovákiában, a Kassai kerület Gölnicbányai járásában.

## Fekvése
Gölnicbányától 5 km-re északnyugatra, a Gölnic völgyének egyik keresztirányú völgyében fekszik.

## Története
1368-ban „Villa Zakery” néven említik először. 1374-ben „Zachari”, 1390-ben „Sakar” alakban szerepel a korabeli forrásokban. Német bányászfalu volt, mely a Gölnic völgyének bányáihoz települt. Később a német lakosságot fokozatosan szlovákok váltották fel. A 15. századtól a rihnói uradalom része és vele együtt 1460-tól a Szapolyai család birtoka, majd a Thurzók a birtokosai. 1477-ben „Sakaar” néven említik. A 16. századtól vasat és rezet bányásztak itt. 1693-tól a Csákyaké. 1787-ben 74 házában 551 lakos élt.
A 18. század végén Vályi András így ír róla: „ZAKARÓCZ. Tót falu Szepes Várm. földes Ura Gr. Csáky Uraság, fekszik Gölnitzhez fél mértföldnyire; földgye hegyes, vas bányáji is vannak.”
1828-ban 94 háza és 685 lakosa volt.
Fényes Elek 1851-ben kiadott geográfiai szótárában így ír a faluról: „Zsakarócz, Szepes v. tót falu, Göllniczhez 1/2 órányira: 732 kath. lak., paroch. templommal, vasbányákkal. F. u. gr. Csáky. Ut. p. Lőcse.”
1872-ben a bányák Habsburg tulajdonba kerültek. 1898-ban egy tűzvészben csaknem az egész falu leégett. A trianoni diktátumig Szepes vármegye Gölnicbányai járásához tartozott.

### Máriahuta
A hozzá tartozó Máriahután a bányászat a 14.–15. században indult meg. Első írásos említése 1546-ban „Maderspach” alakban történt.

## Népessége
| Év:            | 1994. | 2004.   | 2014.   | 2024.    |
| -------------- | ----- | ------- | ------- | -------- |
| Emberek száma: | 766   | 761     | 758     | 676      |
| Eltérés:       |       | -0,65 % | -0,39 % | -10,81 % |

| Év:            | 2023. | 2024.   |
| -------------- | ----- | ------- |
| Emberek száma: | 681   | 676     |
| Eltérés:       |       | -0,73 % |

1910-ben 1371, túlnyomórészt szlovák lakosa volt.
2001-ben 776 lakosából 724 szlovák és 49 cigány volt.
2011-ben 761 lakosából 675 szlovák és 73 cigány.

## Nevezetességei
- Római katolikus temploma 1812-ben épült.
- A plébánia épülete 1841-42-ben épült.